# بوروفسکویه (سرزمین آلتای)
بوروفسکویه (به لاتین: Borovskoye) یک منطقهٔ مسکونی در روسیه است که در سرزمین آلتای واقع شده‌است.